# Савеловська (станція метро, Велика кільцева лінія)
55°47′36″ пн. ш. 37°35′13″ сх. д. / 55.79333° пн. ш. 37.58694° сх. д.
«Саве́ловська» (рос. Савёловская) — станція Великої кільцевої лінії Московського метрополітену. Відкрита 30 грудня 2018 року у складі черги «Петровський парк» — «Савеловська»З моменту відкриття станція була частиною двох маршрутів:  Солнцевської лінії та  Великої кільцевої лінії. Після відновлення роботи станції метро «Діловий центр» 12 грудня 2020 року дистанцією «Парк Перемоги» — «Савеловська» Солнцевської лінії рух припинився.

## Конструкція
Пілонна трисклепінна з однією острівною платформою (глибина закладення — 63, 64 або 65 м).
Довжина платформної ділянки — 174 м, ширина між коліями — 22 м. Конструкція центрального залу — склепіння з чавунних тюбінгів Ø9,5 м з лотком із монолітного залізобетону з внутрішньою металоізоляцією. Бічні тунелі — у тюбінгів оправа Ø8,5 м кругового обрису. У місцях прорізів тюбінги бічних тунелів спираються на клинчасті перемички між пілонами, тюбінги центрального залу — на опори в складі залізобетонного лотка. Ширина прорізів — 3,755 м, пілонів — 3 м. Конструкція станції без підплатформових приміщень у центральному залі.

## Колійний розвиток
Станція з колійним розвитком — 6-стрілочні оборотні тупики з боку станції «Шереметьєвська». перехресний з'їзд, дві станційні колії для обороту і відстою рухомого складу. Одна зі станційних колій (3 ст. колія) переходить в Серпуховсько-Тимірязєвською лінією.. 

## Вихід до міста та пересадки

### Пересадки
- Залізничної платформи  Савеловська
- До залізничної та МЦД станції Москва-Бутирська
- Метростанції  Савеловська
- Автобусів: м40, 72, 82, 87, 379, 382, 384, 447, 466, с484, с543, 727, т29, т56, т78

Станція розташована під площею Бутирська Застава, уздовж Третього транспортного кільця.

## Оздоблення
Станція виконана із застосуванням білого і сірого мармуру.
У бічних залах на фризі розташовані інформаційні покажчики що світяться і маршрутні схеми лінії. Над пілонами в бічних залах розташована металева смуга, пофарбована у колір станції, з написами що світяться з назвою станції. Кольорова смуга розміщена таким чином, що добре видно пасажиру що сидить або стоїть у вагоні поїзда. Кольорові частини пілонів звернені до центральної зали. Над прорізами в пілонах розміщуються інформаційні покажчики «Вихід в місто» і «До поїздів до станцій».
За допомогою світлодіодного підсвічування, забарвлення тюбінгової конструкції в темний графітовий колір і світлопрозорих конструкцій на пілонах і по краях платформи досягається відчуття глибини простору. Застосовані в обробці матеріали «працюють» на контрасті з тюбінговою конструкцією, підкреслюючи її циліндричний обрис і неперервність. Динамічні форми деталей облицювання виявляють характер транспортної споруди, додають відчуття легкості й легкості конструкцій.
Вестибюлі станції та пішохідні переходи зі сходовими виходами запроектовані в монолітному залізобетоні. Обсяги вестибюлів мінімізовані й виконані відповідно до містобудівної ситуації. Архітектура вестибюлів є невіддільною частиною архітектурної композиції станції. В обробці застосовуються ті ж матеріали, що і на платформній частині. Кольорове рішення інтер'єрів вестибюлів відповідає кольоровому рішенню перонних залів.
Над сходовими виходами встановлені світлопрозорі конструкції павільйонів з дверима. Деталі конструкцій пофарбовані у колір станції.